# محمد بن أحمد العياشي
محمد بن أحمد المالكي الزياني العياشي المعروف بالمجاهد العياشي (ولد 980 هـ - توفي 1051 هـ ) مجاهد ومتصوف مغربي، بطل شعبي، بزغ نجمه في أواخر عهد الدولة السعدية، في النصف الأول من القرن السابع عشر. فرضت شخصية العياشي نفسها بقوة في تاريخ المغرب فلم تترك من سبيل إلى تجاوز الإشارة إليها في كل المصادر التي تناولت الحقبة التي تلت وفاة المنصور الذهبي، والتي عرفت اضطرابات سياسية متتالية تسبب فيها صراع أبناء المنصور على السلطة وانقضاض البرتغاليين والإسبان على شواطئ المغرب، منتهزين فرصة الفوضى العارمة التي سادت المغرب يومئذ. فخاض المجاهد العياشي حربا ضروسا دامت أربعين عاما ضد الغزو الأجنبي.

## مسيرته
ولد العياشي عام 980 هـ، وكان طالبا بمدينة سلا عند شيخ من شيوخها المشهورين وهو الولي عبد الله بن حسون والراجح أنه أخذ عنه العلم والتصوف، فالناصري يصفه في الاستقصا بالفقيه المشارك، وأثنى عليه كل من محمد الصغير الإفراني في «نزهة الحادي بأخبار ملوك القرن الحادي» ومحمد القادري في نشر المثاني على موهبته العسكرية.
كان المغرب الأقصى يموج بالتطاحنات الداخلية تحت وطأة هجمات القوى الأوروبية على سواحل البلاد، فقد سقطت المعمورة والعرائش في أيدي النصارى فسادت حالة من التذمر في صفوف المغاربة فكان هذا الجو ملائما لبزوغ نجم العياشي كمخلص للأمة من سلاطين ضعفاء متخاذلين، فخرج العياشي إلى أزمور بدكالة وخاض معارك ضارية مابين 1604 إلى 1615 ضد البرتغاليين الذين كانوا يسيطرون على مازاغان المحصنة، وانتصر في غزواته فذاع صيته، ولم يطلب الإمارة لنفسه بل دخل في طاعة السلطان زيدان وحرص على إرسال الغنائم إليه في مراكش استرضاء له وحرصا على وحدة الصف.
تقرب البرتغاليون بالهدايا على حاشية بلاط السلطان، محاولين اقناعهم بالتخلص من محمد العياشي. فاقتنع السلطان، وأمر بالتخلص منه، فقد قوى ساعده واشتد عوده، وقد أصبح ذا نفوذ كبيرة مشكلا بذلك خطرا على العرش، فبعث إليه القائد محمد السنوسي لاغتياله، إلا أن تعاطف هذا القائد معه وتشكيكه في مشروعية هذه العملية، أفشل المخطط، حيث بعث إلى محمد العياشي على جناح السرعة، وهو في طريق إليه، بعض من يثق بهم من خواصه المقربين إليه، يطلب منه أن يهرب من أزمور قبل أن يصل هو إليها، فقد جاء إليه باسم السلطان، لكي يقتله، ولكي يحمل رأسه لمراكش. 

### اللجوء إلى سلا
بعد ارتحاله إلى سلا، استأنف الدعوة إلى الجهاد في سلا والرباط معا، في بيئة غير مستقرة، ينعدم الانسجام بين أصحابها، بسبب استقرار الموريسكيين المطرودين فيها. حيث تكاثر المهاجرين الأندلسيين وظهر «المشكل الموريسكي» في بلادالمغرب، إذ كونوا كتلة متميزة بعاداتها وعقليتها، خصوصا بالرباط وقصبة الوداية وعززوا أسطول الجهاد في العدوتين، وقامت لهم «جمهوريات مدن أبي رقراق الثلاث» على غرار البندقية وجنوة. فأدى اختلال توازن القوى إلى قيام فتن طويلة الأمد بين الموريسكيين والمجاهد العياشي.
وجود الإسبان بالمهدية والعرائش، جعله يلهب حماس السكان بسلا والرباط كما فعل من قبل في آزمور وناحيتها. فضيق العياشي الخناق على الحامية الإسبانية بالمهدية، وقتل من الإسبانيين في أول التحام بينهم في المهدية وبين جيشه نحو أربعمائة جندي إسباني، كما قتل من المواطنين مائتان وسبعون. حين أعلن الجهاد ضد الإسبان في سلا كان يملك سوى أربعمائة بندقية وهو تسليح ضعيف إذا قورن بإمكانيات أعدائه، لا شك أن العياشي كان يملك قدرة تنظيمية كبيرة وموهبة عسكرية مكنته من تلافي مكامن ضعفه ففي ظل هذه الظروف عمد العياشي إلى أسلوب شبيه بحرب العصابات لاستنزاف خصمه.
لم يتوقف السلطان عن تدبير المكائد له بإيعاز من حاشيته فحاول إلقاء القبض عليه، عن طريق قائده الزعروري قائد الفرقة العسكرية الأندلسية المقيمة بالرباط، فتريثوا ليتجسسوا عليه واختبار نواياه، فشعر العياشي بأن شيء ما يدور بين المحيطين به، فقرر هو أيضا أن يتريث، فلازم العياشي بيته. فإذا بهؤلاء الأندلسيون ينقلبون على السطان زيدان، فقتلوا ونهبوا بيت الزعروري، فبعث إليهم الملك من طرفه قائدا آخر، فقتلوه كما قتلوا سلفه من قبله، وأعلنوا خروجهم عن الطاعة، وأسسوا جمهورية بورقراق.

### بيعة الفقهاء والقضاة
ثم عمد إلى إضفاء طابع الشرعية على جهاده لاستقطاب أكبر عدد ممكن من المتعاطفين، فكان يستفتي الفقهاء في قضايا الجهاد مؤثرا لوحدة الصف، مقدما لحرب النصارى على حرب خصومه من المسلمين يقول اليفرني: 

كان العياشي مدركا لطبيعة الأجواء التي يقود فيها حركته وأن فقهاء السلطان سيناوشونه من كل الجهات فهيأ نفسه لحرب فقهية لا تقل أهمية عن حرب الأسنة والأسل، وقد ساهم ابن عاشر وابن أبي بكر الدلائي والكلالي وغيرهم في توفير الغطاء الشرعي لحركته كما ساهم الشاعر المكلاتي والدغوغي في تنظيم حملة دعائية لأعماله الجهادية، فكان طبيعيا بعد ذلك أن يتسع نفوذه بعد أن توفرت له كل أسباب الظفر، لم يتوقف العياشي عند حدود ثغر سلا بل تعداه إلى العرائش وطنجة ووجه حركته نحو فاس لقمع قبائل الحياينة واشراكة بعد استنجاد أهل فاس به لرد عدوانها، ويروي الشيخ أبو عبد الله ميارة الفاسي عن زيارته للعياشي: 
(حلف الزَّمَان ليَأْتِيَن بِمثلِهِ ... حنثت يَمِينك يَا زمَان فَكفر).
وكان الذي أغرى الحياينة بفاس هو أحمد بن زيدان، وكانت غاراتها على فاس لم تكن تنقطع واستحلوا فيها النساء والأموال والأنفس حتى خضد العياشي شوكتهم. ويروي الشيخ ميارة أن العياشي جاء لمدينة فاس وغزا عرب الحياينة مرَارًا وأثخن فيهم حَتَّى خضعوا للطاعة. فأدال العياشي المأمون بن أحمد سلطان فاس، وحارب الإسبان والبرتغال وأخضع منطقة الغرب لنفوذه ونظم السفارات فتمكن من ربط علاقات متميزة مع الإنجليز سهلت حصوله على سلاح متطور استخدمه في حصار معمورة.

### قتال الأندلسيين
راجع أيضا: جمهورية بورقراق
تعددت اشتباكاته ضد الاسبان مرة ثانية في المهدية، وكان النصر حليف المجاهدين المغاربة، فأسر العياشي في هذه الاشتباكات المتعددة كثير من الجنود الاسبان، فيهم بعض الضباط، وأطلق سراح كثير من المغاربة الذين كانوا من قبل أسرى عند الاسبان يعملون في تسيير سفنهم. بعدها تفرغ لتصفية حسابه مع من خانه في هذه الاشتباكات من الجالية الأندلسية. فقد وصف بعض المؤرخين أن الأندلسيين كانوا
تجارا محتكرين على سلع احتاجها المجاهدين، كما كانوا متقاعسين ومتماطلين في أداء واجبهم في صفوف جيش العياشي، وكان ينقل بعضهم تحركات وخطط المجاهدين إلى الاسبان. واختلف المؤرخين في تفسير سبب هذا التقاعس، حيث من المفترض أن يستغل المورسكيين الفرصة للانتقام من أعدائهم الذين طردوهم من إسبانيا، لا أن يكونوا عونا وعيونا لصالحهم. فسرها البعض أن محنتهم مع محاكم التفتيش الإسبانية استمرت مائة وستة عشر سنة، عاشتها الأجيال الناشئة بالأندلس في خوف واضطراب وقلق كبير، زعزعت إيمانهم الديني والقومي.
فقرر محمد العياشي أن يصفي حسابه مع الجالية الأندلسية، فأفتوه رجال الدين بجواز قتالهم، وتردد بعضهم في ذلك، مثل الفقيه عبد الواحد بن عاشر، إلى أن أتوه بدليل خيانتهم، فأفتى هو الآخر بذلك، واجتمعوا على أن أفراد هذه الجالية خارجون على الأمة محاربون لها مساعدون لأعدائها عليها، فشن العياشي حملة عليهم فقتل منهم كل من ثبتت الحجة عليه، وفر كثير منهم داخل المغرب وخارجه، وأعلن الباقون توبتهم واستعدادهم للتكفير عن خطاياهم، وأعطوه على ذلك العهود والمواثيق.
في مايو 1627م تفاوض مع مبعوث ملك إنجلترا، الدبلوماسي جون هاريسون الذي عرض عليه مده بالعتاد ضد السلطان زيدان واطلاق سراح أسرى إنجليز.
وبعد ضبط الأمور مع الأندلسيين، بدأ يعد العدة لجولة أخرى مع الاسبان في العرائش، فشن عليها حملة وانتصر فيها بعد مناوشات متعددة، قتل في معركتها الفاصلة من الإسبانيين نحو الآلف، وفر الباقون منهم.

### صراعه مع الدلائيون
غير أن افتراق كلمة المغاربة يومها كان أضر على البلاد وعلى الإسلام من اجتماع عدوهم، على حد تعبيره في بعض رسائله، فهم طوائف وشيع لا يثبتون على حال، كل ذلك جعل مهمة العياشي ضربا من ضروب المحال. وقد لجأ بعض الأندلسيين الفارين منه إلى الزاوية الدلائية، وكان الدلائيون مرشحين للعرش بجانب العلويين. وقد حاول الدلائيون أن يشفعوا للفارين من الجالية الأندلسية عند محمد العياشي، لكنه لم يقبل فيهم شفاعة، والدلائيون لم يتعودوا أن ترد شفاعتهم، يضاف على ذلك، أن الدلائيين كانوا قد بدأوا هم أنفسهم يتغيرون على محمد العياشي ويتجاهرون بعدم الاطمئنان إليه، خصوصا بعد وفات صاحبه ابن أبي بكر الدلائي، مؤسس الزاوية. فاعلن الدلائيون الحرب عليه، ورغم أنه حاول تجنب الاصطدام بهم إلا أن المواجهة فرضت عليه فدخل معهم في حروب أنهكته، وعندما كان العياشي راجعا على سلا من طنجة في إحدى حركاته، وجد الدلائيين وهم تحت قيادة محمد الحاج الدلائي مترصدين له بالطريق في جموع من إتباعهم والمشايعين لهم من نواحي تادلة وغيرها مما استطاعوا أن يحشدوه أثناء الزحف. إلى أن لجأ إلى قبائل الخلط في إحدى الوقائع التي انكسر فيها مع الدلائيين فغدر به الخلط وقتلوه غيلة ثم فصلوا رأسه عن جسده وحملوه إلى سلا.
كان مقتل العياشي عام 1051 هـ 30 أبريل 1641م، تنفست على إثره القوى الأوروبية الصعداء، واحتفلوا بسقوطه حسب ما روى الناصري. وأقيم له ضريح بقبيلة أولاد ابني عزيز في دكالة، غير أن الناصري يرجح أن يكون مكان الضريح أحد مواقع إقامته وليس قبر له. ورثاه الشعراء بمرثيات خلدها الدهر منها قصيدة لأبو العباس الدغوغي:
وبعد وفاته حمل الخضر غيلان راية الجهاد ضد المستعمرات الأوروبية بين العرائش وطنجة.